# 鶴崎市民行政センター
鶴崎市民行政センター（つるさきしみんぎょうせいセンター）は大分県大分市東鶴崎にある行政のサービス拠点。 コミュニティーセンターとしての機能も併せ持っている。

## 施設名
- 1階
  - 鶴崎支所
  - 東部資産税事務所
  - 東部保健福祉センター
  - 東部子ども家庭支援センター
  - 喫茶・売店（ひまわり畑）
- 2階
  - 上下水道局東部料金センター
  - 図書室
  - 貸会議室
- 3階
  - 三佐北・細地区住環境整備事務所
  - 横尾土地区画整理事務所
  - 生活福祉東部事務所
  - 東部保健福祉センター健康増進エリア
  - 鶴崎こどもルーム
- 4階
  - 団体活動室

## アクセス
- JR鶴崎駅から下車徒歩10分
- 大分バス『鶴崎支所前』下車徒歩1分

## 周辺
- 大分市東消防署
- 鶴崎公民館
- 鶴崎大神宮
- 鶴崎公園
- 国道197号
- 鶴崎橋
- 大野川